# Bartholina ethelae
Bartholina ethelae är en orkidéart som beskrevs av Harry Bolus. Bartholina ethelae ingår i släktet Bartholina och familjen orkidéer. Inga underarter finns listade i Catalogue of Life.